# Peter Exacoustos
Peter Exacoustos (Roma, 1961) è uno sceneggiatore e regista televisivo italiano.

## Biografia
Si diploma presso l'Accademia nazionale d'arte drammatica e il Centro sperimentale di cinematografia.
Dopo aver lavorato come assistente alla regia in teatro e al cinema (per Luca Ronconi, Jesús Franco, Steno), partecipa come sceneggiatore e head writer a miniserie e film TV fra cui Come stanno bene insieme (1989), L'ispettore Sarti - Un poliziotto, una città (1994), I ragazzi del muretto (1996), Le ragazze di Piazza di Spagna (1998), realizzando produzioni dirette principalmente al prime time di Rai 1

## Filmografia

### Serie TV
- Come stanno bene insieme (1989), sceneggiatore (Rai 2)
- Modì, vita di Amedeo Modigliani (1990), sceneggiatore, regia di Franco Brogi Taviani (Rai 2)
- La scalata (1993), sceneggiatore, regia di Vittorio Sindoni (Rai 2)
- L'ispettore Sarti (1994), sceneggiatore, due episodi (Rai 2)
- Padre papà (1996), sceneggiatore, regia di Sergio Martino (Canale 5)
- I ragazzi del muretto (1996), sceneggiatore, sei episodi (Rai 2)
- Senza cuore (1996), sceneggiatore, regia di Mario Caiano (Rai 1)
- Una donna per amico (1998), sceneggiatore (Rai 1)
- Le ragazze di Piazza di Spagna (1998), sceneggiatore, regia di José María Sánchez (Rai 2)
- Il tesoro di Damasco (1998), sceneggiatore, regia di José María Sánchez (Canale 5)
- Per amore (2002), sceneggiatore, co-regia con Maria Carmela Cicinnati (Canale 5)
- Elisa di Rivombrosa (2003), sceneggiatore (Canale 5)
- Noi (2004), sceneggiatore, regista (Canale 5)
- Donna detective (2007), sceneggiatore, tre episodi (Rai 1)
- Fidati di me (2008), sceneggiatore, regia di Gianni Lepre (Rai 1)
- Io e mio figlio - Nuove storie per il commissario Vivaldi (2008), sceneggiatore, regia di Luciano Odorisio (Rai 1)
- Come un delfino (2011), sceneggiatore (Canale 5)
- La donna che ritorna (2011), sceneggiatore (Rai 1)
- Terra ribelle (2012), sceneggiatore (Rai 1)
- Grand Hotel (2015), sceneggiatore, regia di Luca Ribuoli (Rai 1)
- L'allieva (2016-), 35 episodi, sceneggiatore, regia di Luca Ribuoli, Fabrizio Costa, Lodovico Gasparini (Rai 1)
- Lea, soggetto, regia di Isabella Leoni e Fabrizio Costa (2022-2023) (Rai 1)
- Anima gemella, soggetto e sceneggiatore, regia di Francesco Miccichè (2023) Canale 5

### Film TV
- L'abbandono, ciclo "Altri particolari in cronaca" (1990), sceneggiatore, regia di Lionello Massobrio (Rai 2)
- Estasi (1993), sceneggiatore, co-diretto con Maria Carmela Cicinnati
- Il nostro piccolo angelo (1997), sceneggiatore, regia di Andrea Frazzi e Antonio Frazzi (Rai 2)
- Solo x te (1998), sceneggiatore, co-diretto con Maria Carmela Cicinnati (Rai 2)
- Farfalle (1999), sceneggiatore, regia di Roberto Palmerini
- Trilussa - Storia d'amore e di poesia (2013), sceneggiatore, regia di Lodovico Gasparini (Rai 1)

### Cinema

#### Attore
- Profonde tenebre (Die Säge des Todes), regia di Jesús Franco (1981)

#### Sceneggiatore
- Modì, regia di Franco Brogi Taviani (1989)
- Complicazioni nella notte, regia di Sandro Cecca (1992)